# Lonicera gynochlamydea
Lonicera gynochlamydea är en kaprifolväxtart som beskrevs av William Botting Hemsley. Lonicera gynochlamydea ingår i släktet tryar, och familjen kaprifolväxter. Inga underarter finns listade i Catalogue of Life.